# Hästvilan

Hästvilan är en mindre ö i Stockholms skärgård. Den ligger utanför Flaxenvik i Österåkers kommun, väster om Mjölkö. Farleden Lerviksleden leder båtar i en relativt smal passage mellan Hästvilan och Mjölkö och är anledningen till att fartyg väljer Furusundsleden öster om Stora Älgö och Mjölkö. På Hästvilan finns ingen bebyggelse.
Hästvilan har fått sitt namn för att hästarna som förr sattes på grönbete på Mjölkö på somrarna simmades över från fastlandet. För att avståndet inte skulle bli för långt stannade man hästarna på denna kobbe för att vila.[källa behövs]